# Немо (группа)
Группа Немо образовалась в 1997-м году в самый разгар подъёма рок-движения в городе Лида, Беларусь. Первые участники: Андрей Ромашевский, Александр Блохин, Олег Фалитарчик. Роли в группе не были распределены, каждый сочинял и пел свои песни, играли в три акустические гитары, меняясь ролями и партиями (ритм, соло, бас) . Вскоре Олег покинул группу и выступал под псевдонимом «Фэт Фрумос».
В первых двух альбомах (1997—1998 г.) авторами песен были Александр Блохин и Андрей Ромашевский — по-прежнему каждый исполнял песни собственного сочинения (после этого Андрей покинул группу). Первая запись Немо произошла в студии группы Bleeding в 1997 году. Запись хранится на аудиокассете, не оцифрована и не тиражировалась.
После ухода Андрея Ромашевского автором песен и музыки остаётся Александр Блохин, также в качестве вокалиста некоторые песни исполняли виолончелистка Наталья Воейкова, скрипачка Наталья Батаргина, Марья Лебецкая . Стиль музыки менялся и трансформировался от рок-н-ролла и русского рока к неофолку, бард-року, на что влияло в том числе и непостоянство в составе группы. Иногда на запись альбомов привлекались сессионные музыканты, таким образом в истории группы Немо около трёх десятков имён. Максимальное количество музыкантов на сцене доходило до восьми человек. Группа всегда придерживается и на концертах и в записях акустического звучания инструментов, «живых» шумов и звуков за редким исключением . Кроме песен в репертуаре группы звучат и инструментальные пьесы. Группа по-прежнему не придерживается стилистических рамок, смешивая такие стили, как неофолк, арт-рок, психоделик, менестрели.
Не имея цели попасть в шоу-бизнес и не ставя коммерческих задач, группа на протяжении всей своей истории существует в андеграунде, выступая в небольших клубах, залах и галереях, на фолк-фестивалях, бардовских фестивалях, художественных выставках.
В 2019-м году группа «Немо» приняла участие в трибьюте «Булат 95» (К 95-летию Булата Окуджавы), записав свою кавер-версию песни «Шёл троллейбус по улице». Трибьют вышел в издательстве MOROZ рекордс на трёх компакт-дисках, собрав более шестидесяти работ ведущих рок и фолк музыкантов и групп.

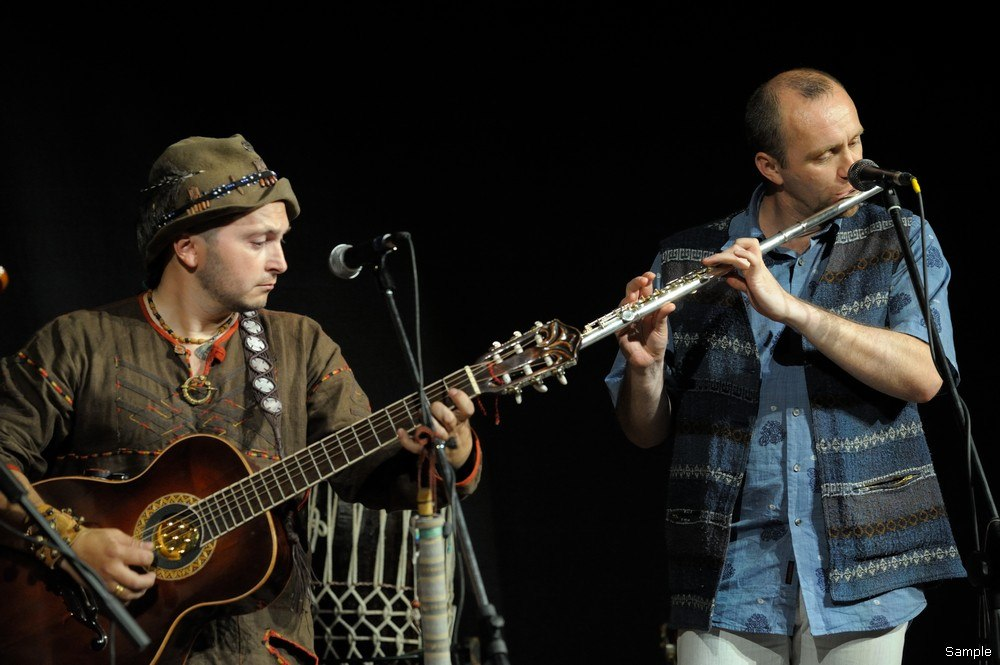
Концерт в Минске. Саша Блохин, Паша Crazy.

## Дискография группы
- «бабочка на колесе» 1998 г.
- «в одном куплете» 1999 г.
- «чертополохом цвесть» 2000 г.
- « с сердцем» 2004
- «параллели» 2013 г.
- «радость без причины (несколько нечаянных песен)» 2020 г.

## В концертах и записях группы принимали участие музыканты
- Александр Блохин (автор песен, вокал, гитара, мультиинструменталист)
- Андрей Ромашевский (автор песен, вокал, гитара)
- Наталья Воейкова (виолончель, вокал, аранжировки)
- Наталья Батаргина (скрипка, вокал, альт), позже — основатель группы «Скудрынка» (г. Лида)
- Алексей «Птеняцъ» Храмов (домра, клавишные), музыкант группы «Погостъ» (г. Гродно)
- Олег Лазовский (гитара), гитарист группы «Bleeding» (г. Лида)
- Виталий «Цитрус» Волков (барабаны), барабанщик групп «Bleeding», «Tweed», «Премия», «Утро» и др. (г. Лида), «Inspired» (Санкт-Петербург)
- Дмитрий «Шаман» Драгунов (ударные), барабанщик групп «Post», «Гравицаппа» и др. (г. Гродно)
- Виталий Жидолович (флейта, сопилка)
- Павел «Крэйзи» Яцкевич (сопилка), музыкант группы «Эйфория» (г. Щучин)
- Дмитрий Красса (перкуссия, ударные), также группа «Авеста» и др. (г. Лида)
- Юлия Яблонская (флейта)
- Ольга Веселик (скрипка)
- Аркадий Андреев (перкуссия), также барабанщик группы «Борей» (г. Лида)
- Вера Шетько (цимбалы)
- Александр Воронище (балалайка)
- Ольга Воронович (виолончель)
- Василий «Rain» Волощик (губная гармоника, сопилка), музыкант групп «Вочы», «Людзi на балоце» (г. Гродно)
- Михаил Пенда (перкуссия), позже барабанщик группы J-Mорс и др.
- Виктория Говор (голос, виолончель)
- Павел Остроух (перкуссия)
- Ирина Ионова (бэк-вокал)
- Александр Маркевич (гитара), позже бас-гитарист группы By-Cry (г. Минск)
- Марья Лебецкая (вокал, аккордеон, перкуссия)
- Елена Едакова-Соломевич (скрипка)
- Дарья Пожарицкая (скрипка), позже музыкант группы «Taraf Emiliou» (г. Париж)
- Любовь Новицкая (виолончель)
- Никита Гриб (сопилка), также музыкант группы «Скудрынка», дуда
- Артур Чаботько (сопилка, жалейка)
- Алино Бойко (цимбалы, укулеле, клавишные)
- Вадим Митько (губная гармоника), музыкант группы «Place to Be» (г. Гомель)

### Рецензии на альбомы
- "в одном куплете "[3]
- "чертополохом цвесть "[4]
- «с сердцем»[5]